# Fuxico
O fuxico é uma roseta feita de tecido, geralmente retalhos e sobras de tecido, usada como um aplique em bordados, quilt, scrapbooking etc.
É chamado de yo-yo na América do Norte e de Suffolk puff ou Yorkshire Daisy  nas Ilhas Britânicas
O fuxico é uma técnica artesanal em que há o reaproveitamento de retalhos de tecido. O retalho é recortado em formato circular e alinhava-se suas extremidades. Ao puxar a linha, forma-se uma trouxinha de tecido, aí está formado o fuxico. Na elaboração desta técnica são normalmente utilizados: tesoura, retalhos de tecidos, agulhas, linhas, um molde de formato redondo. Ele é composto especialmente com a união de várias pequenas trouxas de tecido, as quais, entre-tecidas, constituem flores coloridas. Estas, ao se conectarem, dão um novo visual a confecções, bolsas, tapetes, colares, broches, colchas, entre outros itens.

## História
Não se sabe realmente quem inventou o fuxico, mas esses apliques são usados nas Filipinas há séculos, uma teoria é que o nome "yo-yo" é devido a sua semelhança com o brinquedo chamado io-iô é um derivado da palavra filipina para "vai-vem" ou "volta". 
Na América do Norte, são mais comumente associado às décadas de 1930 e 1940, as colchas de fuxicos daquela época frequentemente imitam padrões de mosaicos hexagonais populares na época; os fuxicos também foram usados para criar colchas pictóricas notáveis, como o Texas Under Six Flags, criado por Leila Chaney em 1936, que apresenta mais de 10.000 fuxicos de seda de tamanhos variados. Outros usavam fuxicos da mesma maneira que os artistas pontilhistas usavam tinta: como pequenos pontos de cor dispostos em padrões para criar uma imagem geral. Os fuxicos foram muito populares nos Estados Unidos durante a Grande Depressão, pois eram uma boa maneira de usar pequenos pedaços de tecido, o que fazia eles serem econômicos. Também são simples de criar e portáteis, outras qualidades úteis. Uma teoria interessante relacionada ao nome deles tem a ver com o brinquedo redondo de madeira com uma corda enrolada no eixo central chamada ioiô, que também teve grande popularidade durante o mesmo período.
No Brasil, a história do fuxico tem início no período colonial. Eles foram criados para que existisse o aproveitamento de sobras de tecidos, que eram artigos de luxo na época. O fuxico sempre esteve associado à comunidades de baixa renda, mas com a introdução de diversas técnicas artesanais na moda e na decoração, ele começou a ser mais valorizado e utilizado. 
A palavra “fuxico” é de origem africana e significa “remendo”, “alinhavo com agulha e linha”.

## O fuxico e a moda
O fuxico destaca-se não apenas em meio ao artesanato, ele vem conquistando cada vez mais espaço no universo da moda. Em 2005, na São Paulo Fashion Week, o estilista mineiro Renato Loureiro, utilizou essa técnica artesanal para apresentar a versatilidade e o requinte dela em sua coleção outono-inverno. No evento de moda, o fuxico foi incorporado a bordados, a aplicações, formando desenhos detalhados, além de configurar leveza, integrando-se aos tecidos como se fosse parte da trama.  

Atualmente, o fuxico mantém seu status presente na moda tanto em acessórios (bolsas, bijuterias) quanto em roupas de uso popular ou de alta costura. Em variadas cores e estampas, pode ser usado apenas em barrados e detalhes ou até mesmo para confeccionar uma peça integramente. O fuxico se tornou uma tendência, marca registrada de criadores da moda, contudo, por ter um baixo custo e ser utilizado de várias formas, é uma opção criativa, acessível para incrementar o vestuário.  